# الحوافات المرجة (الحوافات)
الحوافات المرجة هي إحدى مشيخات المملكة المغربية، تتبع جغرافيا لإقليم سيدي قاسم وإداريًا لالحوافات. يقدر عدد سكانها بـ 10027 نسمة حسب الإحصاء الرسمي للسكان والسكنى لسنة 2004.